# Гордон, Генрик

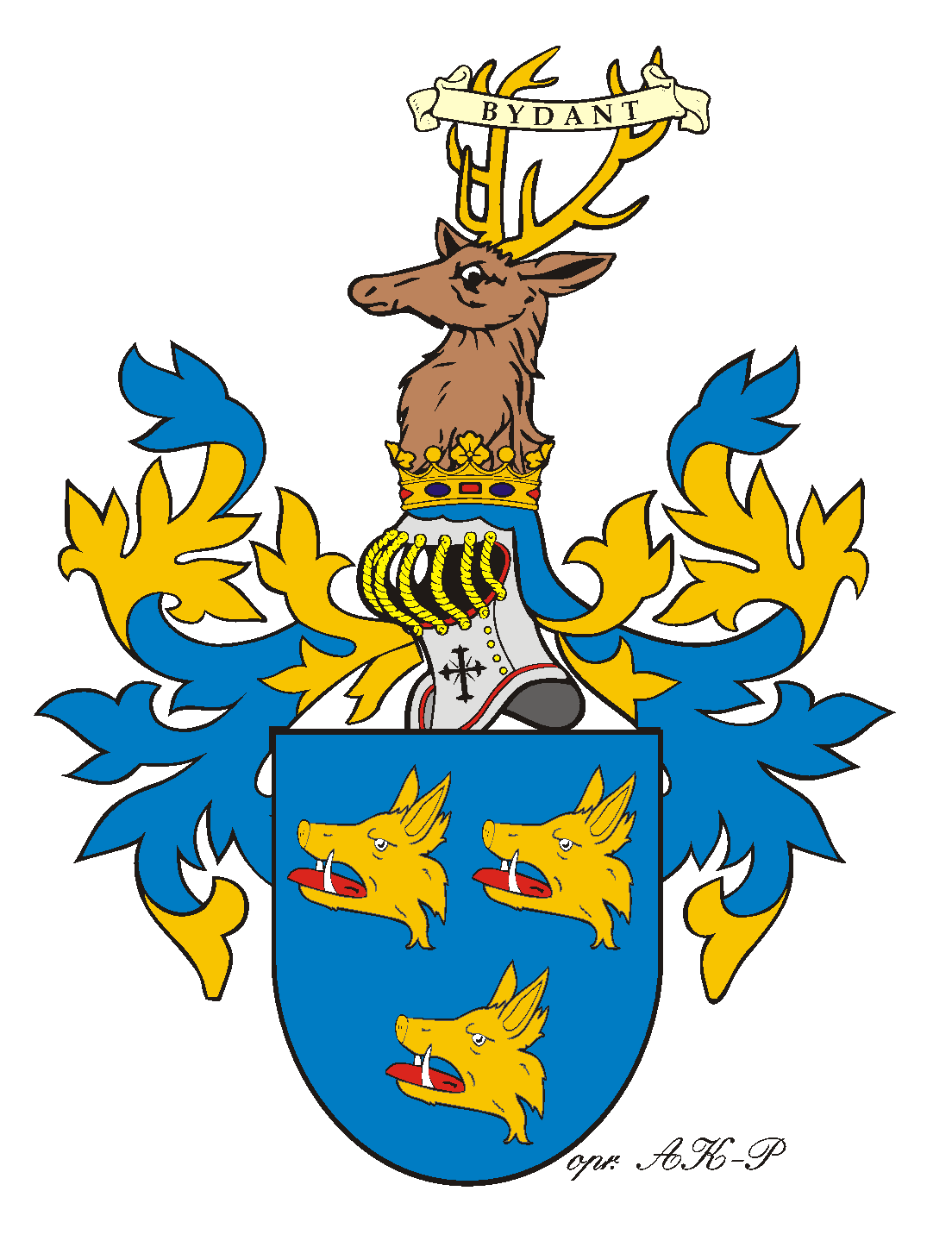
Герб Генрика Гордона

Генри Гордон де Хантли (даты рождения и смерти неизвестны, ум. около 1674/1675 г.) — шотландский и польский дворянин, полковник польских коронных войск, участник Рокоша Любомирского.

## Биография
Представитель шляхетского рода Быдант. Представитель шотландского клана Гордон. Младший сын казненного Джорджа Гордона, маркиза Хантли (1592—1649), и леди Энн Кэмпбелл (1594—1638). Близкий родственник генерала Патрика Гордона.
Католик Генри Гордон покинул Шотландию в молодости из-за политического и религиозного преследования. Около 1648 года он появился в Польше, где поступил на службу в коронную армию. Генрик Гордон принимал участие в войнах Речи Посполитой с восставшими украинскими казаками (1648—1654), Россией (1654—1667) и Швецией (1655—1660). В том числе участвовал в звании капитана в битве с казаками под Корсунем (1648) и в ранге подполковника с русско-казацкими полками под Чудновом (1660). Возможно, что перед своим приездом в Польшу в 1648 году и участием в битве под Корсунем в чине капитана, Генри Гордон служил в шведкой или бранденбургской армии во время Тридцатилетней войны, а затем прибыл в Польшу как опытный офицер.
В 1658 году Генрик Гордон получил от польского сейма индигенат с правом сохранения собственного шотландского герба, названного в Речи Посполитой «Быдант». В 1665 году он принимал участие в рокоше гетмана польного коронного Ежи Себастьяна Любомирского против королевской власти Яна Казимира Вазы.

## Семья
В конце своей жизни Генрик Гордон отправился в Шотландию, где женился на Кэтрин Ролланд, дочери хозяина гостиницы из Абердина.
Известно, что у них была дочь Екатерина (Катаржина) (ум. 1691, Париж), придворная дама королевы Людвики Марии Гонзага. 29 апреля 1659 года Катаржина Гордона вышла замуж за подскарбия великого коронного и поэта Яна Анджея Морштына (1621—1693). Супруги имели четверо детей:
- Тереза Морштын, монахиня женского католического ордена в Париже
- Людвика Мария Морштын (ум. 1730), жена маршалка великого коронного Казимира Людвика Белинского (ум. 1713)
- Изабелла Эльжбета Морштын (1671—1758), жена подскарбия великого литовского и каштеляна виленского, князя Казимира Чарторыйского (1674—1741)
- Михаил Альберт Морштын (ум. 1695, Намюр), граф де Шатовийен, офицер французской армии. Был женат с 1693 года на принцессе Марии Терезе де Люинь (1673—1743).

Таким образом, небогатый дворянин и скромный офицер Генрик Гордон стал предком многих членов высшей европейской аристократии, прапрадедом последнего польского короля Станислава Августа Понятовского.